# دایان لیمیرا
دیانا لیمیرا  سانتوس سیلوا (زاده ۷ سپتامبر ۱۹۹۷)، که معمولاً به عنوان دیانا لیمرا یا دیانا شناخته می‌شود، بازیکن برزیل فوتبال اهل برزیل است که به عنوان مدافع برا رئال مادرید و تیم ملی برزیل بازی می‌کند.